# 5 Pułk Policji SS (galicyjski)
5 Galicyjski Pułk Ochotniczy SS (policyjny), Galizisches SS Freiwilligen Regiment 5 – Polizei – niemiecki pułk policyjny SS, utworzony 5 lipca 1943 z ukraińskich ochotników zgłaszających się, jednak nie przyjętych do składu później utworzonej 14 Dywizji Grenadierów SS, oraz niemieckiej kadry dowódczej.

## Historia
Z ochotników utworzono pułki policji SS o numerach 4, 5, 6, 7, 8. Dopiero później z następnych ochotników rozpoczęto formowanie 14 Dywizji Grenadierów SS.
Pułk od początku szkolony był w Niemczech. Liczył początkowo 1374 policjantów, był dowodzony przez pułkownika Schutzpolizei, obersturmbannführera Franza Lechthalera.
Od 20 lutego do 9 czerwca 1944 pułk był rozlokowany wzdłuż Bugu z zadaniem budowy linii obronnej. Sztab pułku i 1 batalion stacjonowały w Chełmie, 2 batalion w Hrubieszowie, a 3 batalion w Białej Podlaskiej. W marcu i kwietniu pułk brał udział w walkach z partyzantką polską i sowiecką. Dopuścił się tam zbrodni wojennych m.in. w Smoligowie. Po nawiązaniu kontaktów z oddziałami Ukraińskiej Powstańczej Armii, walczącymi na Lubelszczyźnie, jeden z pododdziałów pułku, przebywający w rejonie Chełma, zdezerterował do UPA.
Pułk stoczył co najmniej dwa starcia z oddziałami ukraińskiego podziemia: 29 lutego we wsi Horbkowi koło Sokala z UPA (zginął 1 upowiec), oraz 20 marca w Łudynie koło Włodzimierza z UPA, SKW i bojówką SB, które usiłowały rozbroić oddział OUN-M. Po dwugodzinnej walce pododdział 5 pułku wycofał się, tracąc 1 zabitego i 3 rannych. Oddziały podziemia straciły 1 zabitego i 2 rannych.
W marcu 1944 4 i 5 galicyjskie pułki policyjne przeszły pod komendę dowódcy SS i policji w Krakowie, który – pomimo rozkazów i ponagleń – przekazał je do rozformowania dopiero w czerwcu 1944. 22 kwietnia 1944 Heinrich Himmler wydał polecenie przekazania 4 i 5 pułku do 14 Dywizji Grenadierów SS, jednak polecenie to nie zostało wykonane przez władze policyjne.
9 czerwca 1944 pułk został rozwiązany, a reszta policjantów wcielona pod koniec czerwca 1944 do składu 14 Dywizji Grenadierów SS.
Po rozbiciu 14 Dywizji w bitwie pod Brodami w lipcu 1944 policjanci ukraińscy z pułków policyjnych (rozbitych również w tym samym czasie na froncie wschodnim) zostali wcieleni do 14 Dywizji Grenadierów SS w ramach jej odtwarzania w obozie ćwiczebnym w Neuhammer (Świętoszowie).

## Zbrodnie
W Polsce obecnie toczą się śledztwa pionu śledczego Instytutu Pamięci Narodowej w sprawie okoliczności pacyfikacji wsi Prehoryłe i Smoligów.
Sprawcami zbrodni na ludności polskiej w wymienionych miejscach były, według dotychczas poczynionych ustaleń śledczych, pododdziały 5 galicyjskiego pułku policyjnego SS (w niemieckiej nomenklaturze określanego jako Galizisches SS Freiwilligen Regiment 5 – Polizei), skierowane do walk przeciwpartyzanckich na bezpośrednim zapleczu frontu wschodniego. Były one złożone z ukraińskich ochotników do 14 Dywizji, którzy przy rekrutacji nie zostali zakwalifikowani przez Niemców do 14 Dywizji Grenadierów SS. Liczba zgłoszeń kilkukrotnie przekroczyła bowiem określone przez Niemców stany etatowe dywizji, zaś władze III Rzeszy nie zgodziły się na formowanie kolejnych jednostek wojskowych złożonych z Ukraińców.
Z badań Krzysztofa Jasiewicza wynika, że w trakcie akcji przeciwpartyzanckich 5 pułk policji SS w rejonie Masłomęcza na Lubelszczyźnie spalił być może w stodole około 100 Polaków.
Z kolei zdaniem Zbigniewa Kwietnia uczestniczył on w pacyfikacji wsi Polskowola w powiecie łukowskim oraz Pościsze, Tłuściec, Żabce i Sielczyk w powiecie bialskim. W Sielczyku (ob. część Białej Podlaskiej) do zbrodni doszło 12 kwietnia 1944. Odbywało się tam wesele, które usiłowali zakłócić żołnierze ukraińskiego SS. Zostali jednak rozbrojeni oraz poturbowani przez miejscową ludność. W ramach odwetu przybyły karny oddział zabił 10 osób i spalił 8 zabudowań.